# Alexandra Moraes
Alexandra Moraes (Guarujá, 1982) é uma cartunista e jornalista brasileira, conhecida por sua atuação como ombudsman do jornal Folha de S.Paulo e pela criação dos quadrinhos "O Pintinho".

## Carreira
Alexandra Moraes começou sua carreira como jornalista da Folha de S.Paulo atuando como redatora e repórter do caderno de cultura do jornal, a Ilustrada. Em junho de 2024, assumiu o cargo de ombudsman da Folha de S.Paulo, tornando-se a sétima mulher a ocupar essa posição na história do jornal. Como ombudsman, Moraes é responsável por representar os interesses dos leitores, avaliando a qualidade do jornalismo praticado pela publicação. Em suas declarações iniciais, ela destacou a importância de valorizar a contribuição dos leitores.

## O Pintinho
A série de quadrinhos O Pintinho foi criada por Alexandra Moraes no programa Paint. A personagem principal, um pintinho que vive situações cotidianas, é utilizada como veículo para explorar questões relacionadas à classe média e ao comportamento humano. O sucesso dos quadrinhos resultou na publicação de três livros pela editora Lote 42: O Pintinho: mais um filho de mãe brasileira, O Pintinho: para sempre classe média e Pinte o Pintinho. 